# 新鹿駅
新鹿駅（あたしかえき）は、三重県熊野市新鹿町にある、東海旅客鉄道（JR東海）紀勢本線の駅である。

## 歴史
- 1956年（昭和31年）4月1日：国鉄紀勢西線（現・紀勢本線）の終着駅として開設[1][2]。
- 1959年（昭和34年）7月15日：三木里駅  - 当駅間延伸。同時に線路名称改定、紀勢西線が紀勢本線へ編入、同線の駅となる[1]。
- 1978年（昭和53年）4月1日：貨物取扱廃止[2]。
- 1983年（昭和58年）12月21日：荷物扱い廃止[2]、無人駅化[3]。ただし、1992年頃までは管理駅から職員が派遣され、乗車券販売を行っていた。
- 1987年（昭和62年）4月1日：国鉄分割民営化に伴い、JR東海の駅となる[1][2]。

## 駅構造
島式ホーム1面2線を有する列車交換可能な地上駅。ホームと駅舎は遮断機付構内踏切で連絡している。カーブ上に位置するため、ホームは湾曲している。
駅舎は開設当初からのもので、近隣駅と意匠が良く似ている（開設がほぼ同時期であるため）。
熊野市駅管理の無人駅。駅舎内の窓口はシャッターが降ろされている。ただし、近年は熊野大花火大会開催日（例年8月17日）に限り駅員が派遣され、窓口で乗車券を発売する。

### のりば
| 番線 | 路線      | 方向 | 行先             |
| ---- | --------- | ---- | ---------------- |
| 1    | ■紀勢本線 | 下り | 新宮方面         |
| 2    | ■紀勢本線 | 上り | 尾鷲・名古屋方面 |

- 2022年(令和4年)5月までは2番線を本線とした1線スルー構造であった。

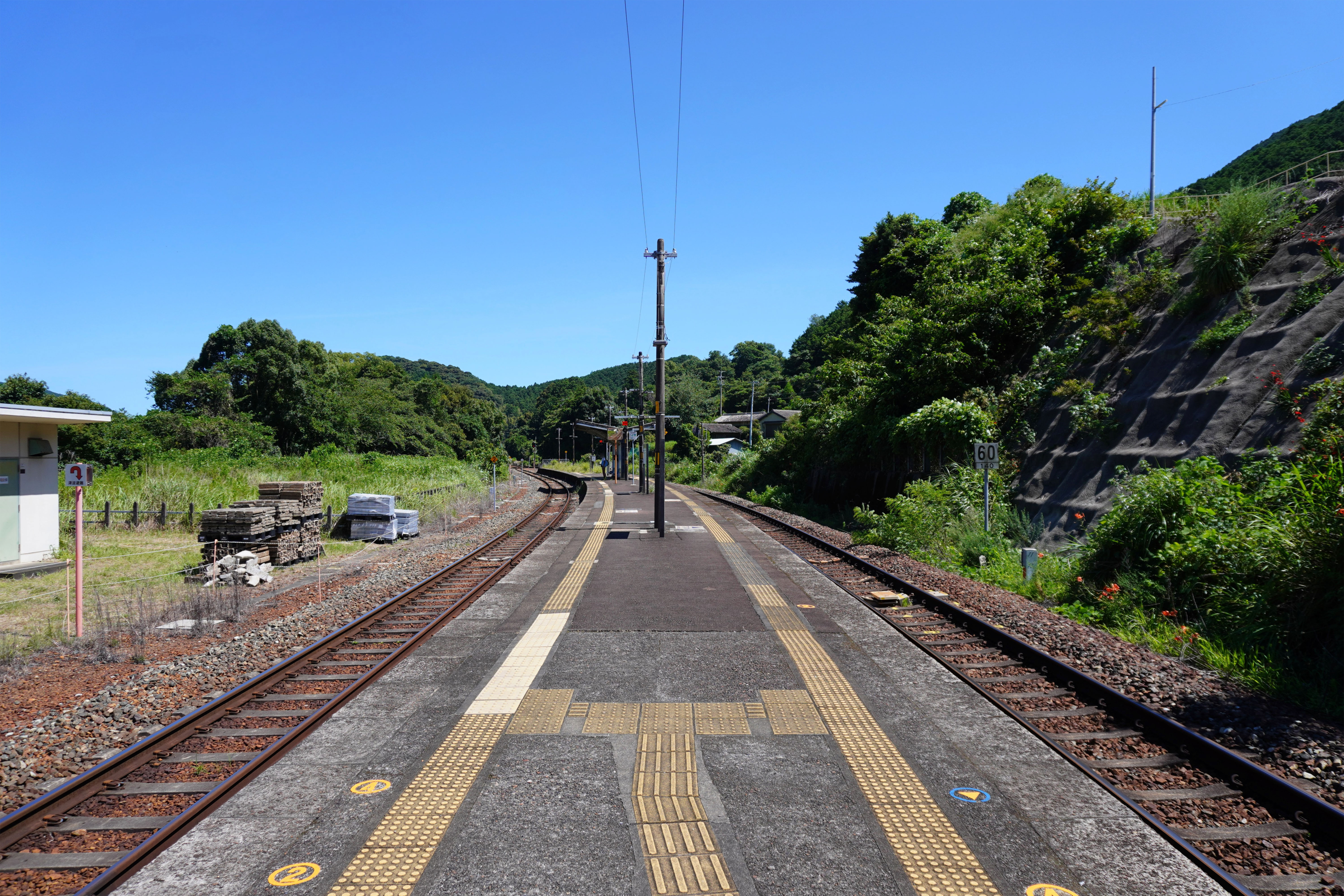
ホーム（2023年7月）
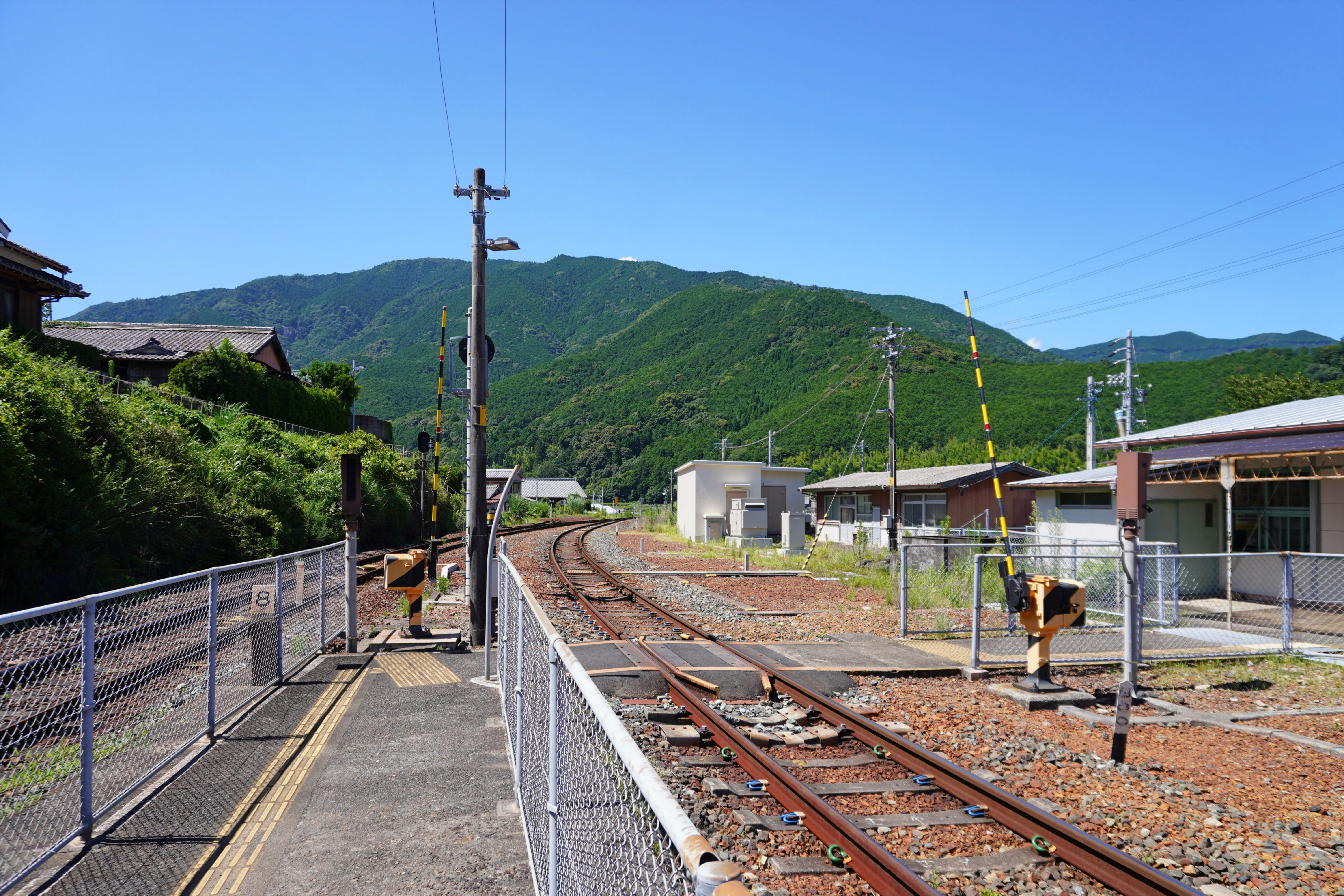
構内踏切（2023年7月）

## 利用状況
「三重県統計書」によると、近年の1日平均乗車人員の推移は以下の通り。
| 年度   | 1日平均 乗車人員 |
| ------ | ---------------- |
| 1998年 | 166              |
| 1999年 | 144              |
| 2000年 | 135              |
| 2001年 | 135              |
| 2002年 | 117              |
| 2003年 | 113              |
| 2004年 | 116              |
| 2005年 | 112              |
| 2006年 | 94               |
| 2007年 | 93               |
| 2008年 | 87               |
| 2009年 | 80               |
| 2010年 | 73               |
| 2011年 | 67               |
| 2012年 | 69               |
| 2013年 | 66               |
| 2014年 | 60               |
| 2015年 | 56               |
| 2016年 | 53               |
| 2017年 | 52               |
| 2018年 | 52               |
| 2019年 | 47               |

## 駅周辺
新鹿湾の畔に開けた新鹿集落内にある。
- 新鹿海水浴場
- 熊野市役所 新鹿出張所
- 熊野警察署 新鹿駐在所
- 新鹿郵便局
- JA伊勢 熊野支店新鹿ATMコーナー
- 熊野市立新鹿小学校
- 熊野市立新鹿中学校
- 熊野尾鷲道路 熊野新鹿IC
- 国道311号
- 三重県道737号新鹿佐渡線

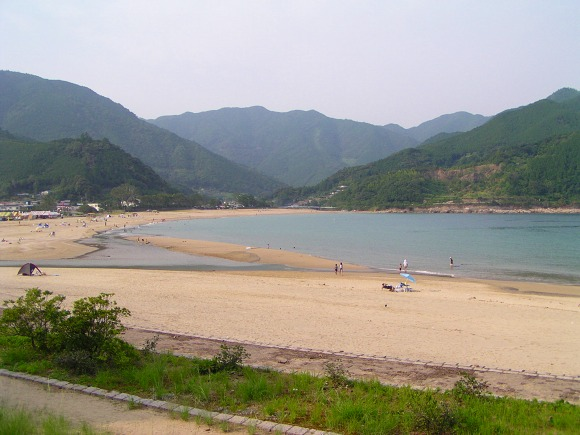
新鹿海水浴場

- 熊野市自主運行バス「新鹿駅」停留所：潮風かほる熊野古道線

## 特急列車臨時停車について
以前、夏季（主に7月20日頃 - 8月20日頃）には新鹿海水浴場への海水浴利用を見込み、特急『南紀』（前身の急行『紀州』含む）が当駅に臨時停車していた。詳細は以下の通り。
- 1973年頃から、昼間の一部急行『紀州』が臨時停車[5]していた。
- 1982年頃から、昼間の一部特急『南紀』が臨時停車[6]していた。
- 1987年等は、早朝・夜間も含めた全特急『南紀』が臨時停車[7]していたこともあったが、1990年代は昼間の一部のみが臨時停車するパターンに戻り、定着していた。
- 2000年代以降は、停車期間や曜日が縮小（主に7月下旬 - 8月上旬の金・土祝日のみ）[8]。
- 2010年8月の時刻表によると、昼間定期列車と臨時列車が1往復ずつ、7月下旬 - 8月上旬の金・土祝日に臨時停車していた。
- 2014年夏の時刻表によると、当駅臨時停車設定は無かった。

## 隣の駅
東海旅客鉄道（JR東海）
■紀勢本線
二木島駅 - 新鹿駅 - 波田須駅